# Chudeřice
Chudeřice (en allemand : Kutterschitz) est une commune du district de Hradec Králové, dans la région de Hradec Králové, en République tchèque. Sa population s'élevait à 269 habitants en 2022.

## Géographie
Chudeřice se trouve à 7 km à l'est de Chlumec nad Cidlinou, à 21 km à l'ouest-sud-ouest de Hradec Králové et à 80 km à l'est-nord-est de Prague.
La commune est limitée par Kosičky au nord, par Káranice à l'est, par Chýšť au sud, et par Stará Voda à l'ouest.

## Histoire
La première mention écrite de la localité date de 1318.

## Galerie

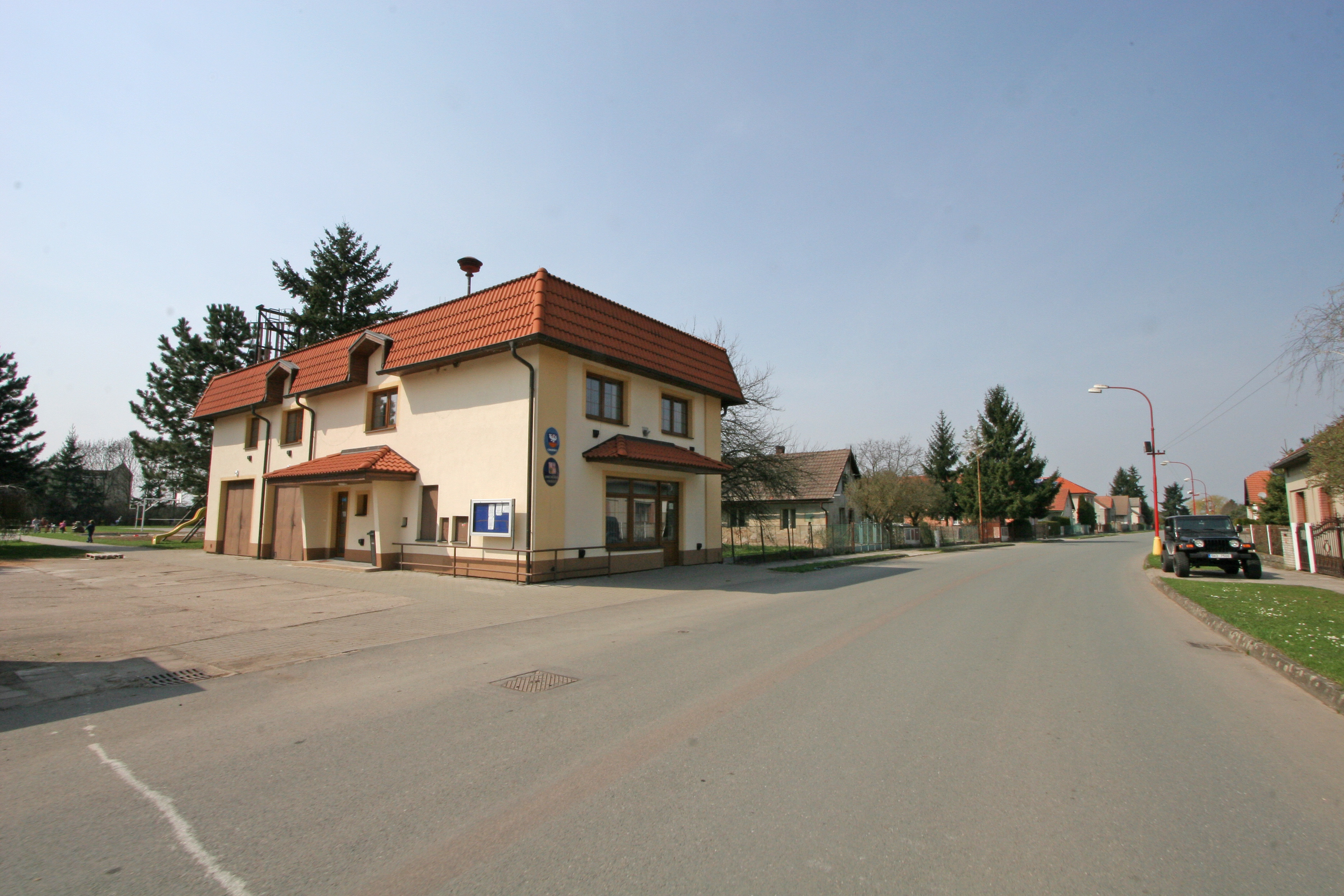
Chudeřice : la mairie.
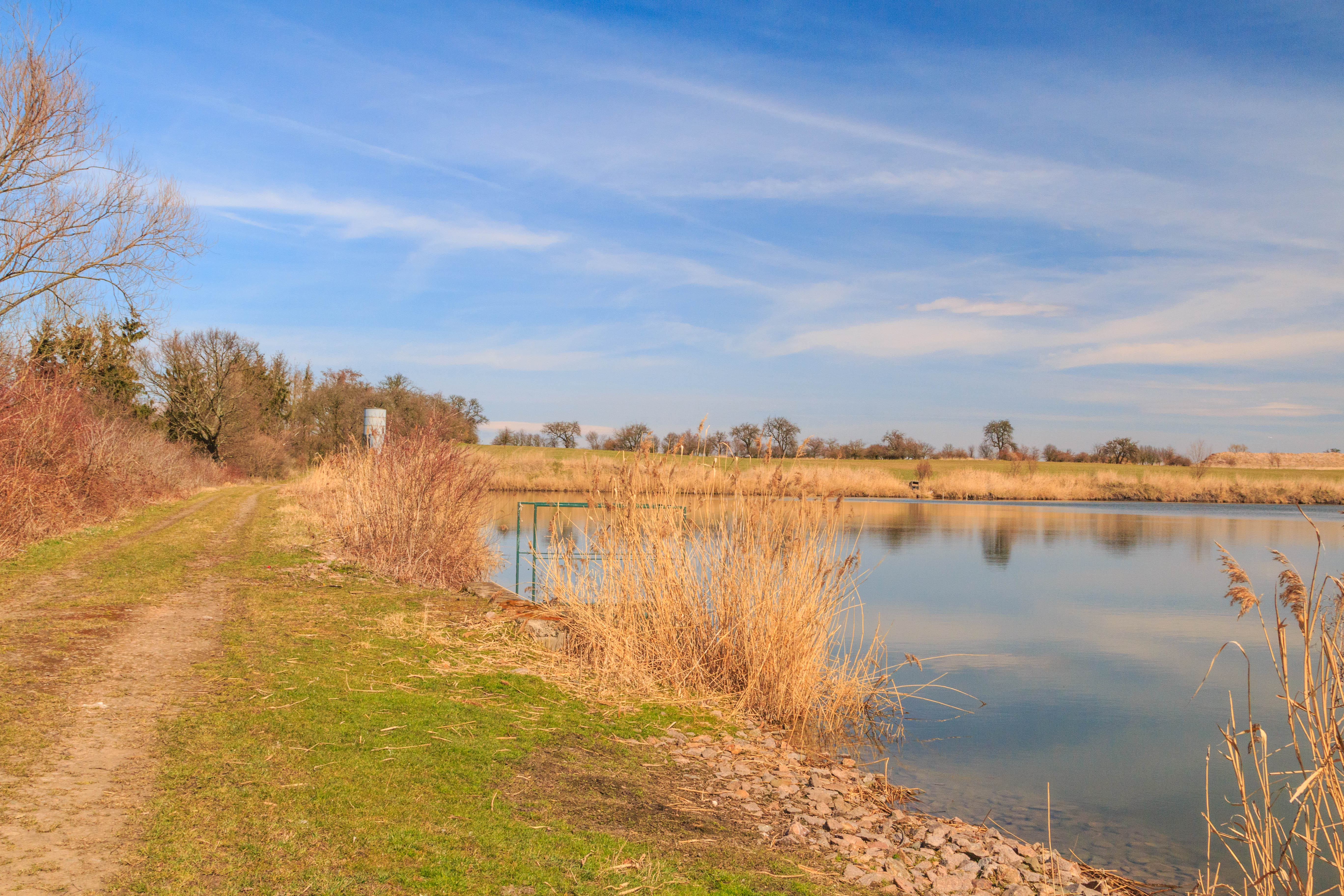
Étang Starovodský.

## Transports
Par la route, Chudeřice trouve à 7 km de Chlumec nad Cidlinou, à 24 km de Hradec Králové et à 94 km de Prague. 